# 草川啟造
草川啓造，日本男性動畫導演。2005年電視動畫《魔法少女奈葉A's》第一次擔任導演。從此以Seven Arcs公司作品為活動據點。2013年現在是diomedéa所屬。

## 參加作品

### 電視動畫
- 可愛巧虎島（1993年－2008年，標題設計、分鏡、演出）
- MEZZO（日语：MEZZO -メゾ-）（2004年，演出、CG建立）
- 妖精的旋律（2004年，演出）
- 月詠 -MOON PHASE-（2004年，演出、OP導演）
- BLEACH（2004年－ 2012年，演出）
- 下級生2 ～瞳孔中的少女們～（2004年）OP&ED動畫演出）
- 魔法少女奈葉（2004年，演出）
- 魔法少女奈葉A's（2005年，導演）
- 犬神！（2006年，導演）
- 女高中生 GIRL'S-HIGH（2006年，OP分鏡&演出）
- 魔法老師!?（2007年，分鏡）
- 一騎当千 Dragon Destiny（2007年，OP分鏡&演出&攝影）
- 魔法少女奈葉StrikerS（2007年，導演）
- ef - a tale of memories.（2007年，分鏡）
- 狂亂家族日記（2008年，ED（優歌 ver.）分鏡&演出&合成）
- 鶺鴒女神（2008年，導演）
- 魔神相克者（2009年，導演）
- 魔神相克者2（2009年，導演）
- 鶺鴒女神 ～Pure Engagement～（2010年，導演）
- 嬌蠻貓娘大橫行（2010年，第11話導演）
- 百花繚亂 SAMURAI GIRLS（2010年，OP分鏡&演出）
- DOG DAYS（2010年，導演）
- 蘿球社！（2011年，導演）
- Campione 弒神者！～不順從之神與弒神的魔王～（2012年，導演）
- 問題兒童都來自異世界？（2013年，總導演）
- 穿越幻境的太陽（2013年，導演）
- 蘿球社！SS（2013年，總導演）
- 惡魔的謎語（2014年，導演）
- 艦隊Collection（2015年，導演、分鏡）
- 銃皇無盡的法夫納（2015年，總導演）
- 終物語（2015年，演出）
- 妖怪手錶（2016年，演出補佐）
- 少女編號（2016年，ED分鏡）
- 風夏（2017年，導演、分鏡）
- 單蠢女孩（2017年，總導演）
- 動作女英雄啦啦水果（2017年，導演、分鏡、OP分鏡&演出）
- 沒有心跳的少女 BEATLESS（2018年，分鏡、演出）
- Happy Sugar Life（2018年，總導演）
- 家有女友（2019年，分鏡）
- 籃球少年王（2019年－2020年，總導演、分鏡、演出、OP2演出、ED2&ED4分鏡&演出）
- 異世界藥局（2022年，導演）

### OVA
- INFERIUS惑星戰史外傳 CONDITION GREEN（日语：インフェリウス惑星戦史外伝 CONDITION GREEN）（1991年，製作進行）
- 超時空世紀歐卡斯02（1993年，執行製作人）
- 娜考露露 ～來自某人的恩賜～ 郷里之畏友篇（2002年，演出）
- 三角心3 ～Sweet Songs Forever～ Sound Stage VA（日语：とらいあんぐるハート3 〜Sweet Songs Forever〜#とらいあんぐるハート 〜Sweet Songs Forever〜 サウンドステージVA）（2002年）演出
- 三角心 ～Sweet Songs Forever～（日语：とらいあんぐるハート3 〜Sweet Songs Forever〜#とらいあんぐるハート 〜Sweet Songs Forever〜）（2003年，演出）
- 柯塞特的肖像（2004年，3D攝影）
- 侵略!! 花枝娘 2013 SUMMER（2013年，分鏡、演出）

### 電影動畫
- 犬神！THE MOVIE 特命靈的搜査官 假名史郎！（2007年，導演）
- 魔法少女奈葉 The MOVIE 1st（2010年，導演）
- 魔法少女奈葉 The MOVIE 2nd A's（2012年，導演）
- 劇場版 艦隊Collection（2016年，導演）

### 其它
- 曆物語（2016年，分鏡）－iOS、Android上架網路短篇動畫。

## 相關項目
- Seven Arcs
- Arcturus
- diomedéa
- 新房昭之
- 水野和則（日语：水野和則）